# 키스 (2008년 영화)
《키스》(영어: Keith)는 미국에서 제작된 토드 케슬러 감독의 2008년 드라마 독립 영화이다. 제시 매카트니, 엘리자베스 안와 등이 출연하였고, 리베카 홉스 등이 제작에 참여하였다.

## 출연
- 제시 매카트니
- 엘리자베스 안와
- 마고 하슈먼
- 태비사 브라운스톤
- 마이클 맥그레이디
- 제니퍼 그레이
- 이언 넬슨
- 제시 슈램

## 기타 제작진
- 공동 제작: 데이비드 그레이스
- 배역: 낸시 포이, 빌리 홉킨스
- 미술: 크리스턴 앤드루스
- 의상: 레이철 세이지